# Hans Vaccari
Hans Vaccari (30 luglio 1996) è un ex sciatore alpino italiano.

## Biografia
Specialista delle prove tecniche originario di Pontebba e attivo dal dicembre del 2011, Hans Vaccari ha esordito in Coppa Europa il 17 dicembre 2014 a Obereggen in slalom speciale e in Coppa del Mondo il 20 dicembre 2018 a Saalbach-Hinterglemm nella medesima specialità, in entrambi i casi senza completare la prima manche. Il 7 gennaio 2021 ha conquistato a Val-Cenis il miglior risultato in Coppa Europa (6º); ha preso per l'ultima volta il via in Coppa del Mondo il 14 gennaio 2024 a Wengen nella medesima specialità, senza completare la prova (non ha portato a termine nessuna delle 10 gare nel massimo circuito cui ha preso parte) e si è ritirato al termine di quella stessa stagione 2023-2024: la sua ultima gara è stata lo slalom speciale dei Campionati belgi 2024, disputato l'11 aprile a Val-d'Isère. Non ha preso parte a rassegne olimpiche o iridate.

## Palmarès

### Coppa Europa
- Miglior piazzamento in classifica generale: 79º nel 2019

### South American Cup
- Miglior piazzamento in classifica generale: 28º nel 2019
- 1 podio:
  - 1 secondo posto

### Campionati italiani
- 1 medaglia:
  - 1 bronzo (slalom speciale nel 2019)